# Kevin Hart
Kevin Darnell Hart (ur. 6 lipca 1979 w Filadelfii) – amerykański aktor i producent filmowy i telewizyjny, komik.
10 października 2016 otrzymał własną gwiazdę w Alei Gwiazd w Los Angeles znajdującą się przy 7013 Hollywood Boulevard.

## Życiorys

### Wczesne lata
Urodził się w Filadelfii w Pensylwanii, gdzie uczył się w George Washington High School. Był wychowywany przez samotną matkę, Nancy Hart. Miał jednego brata, Roberta. Jego ojciec, Henry Witherspoon, był uzależniony od kokainy.

### Kariera
Porzucił pracę w sieci ze sportowym obuwiem i rozpoczął karierę aktorską jako komediant. Debiutował w klubie kabaretowym w Filadelfii, gdzie zdobył uznanie publiczności. Następnie podjął się pracy na pełny etat w takich klubach jak Boston Comedy, Caroline’s, Stand-Up NY, The Improvisation, The Laugh Factory oraz The Comedy Store w Los Angeles, by wkrótce rozszerzyć występy o kluby w Amsterdamie i Londynie. Występy podczas festiwalu Montreal Comedy okazały się być trampoliną do kariery filmowej. Zagrał w Papierowych żołnierzach (2002), Strasznym filmie 3 (2003), do którego napisał swój tekst, oraz Nadchodzi Polly (2004). W 2004 roku był producentem wykonawczym, scenarzystą i aktorem sitcomu telewizji ABC The Big House, który był luźno oparty na motywach z jego własnego życia w Filadelfii. Pozostałe jego występy w telewizji obejmują Miłość z o.o., 25 Best Bodies, serial Showtime, Barbershop oraz Wild ’n’ Out z Nickiem Cannonem w stacji MTV. Największy przełom przyszedł wraz z pierwszoplanową rolą w komedii Soul Plane: Wysokie loty, która umożliwiła mu przejście do filmu kinowego. Otrzymał role m.in. w Strasznym filmie 4 (w którym powtórzył rolę C.J.'a), W wirze, 40-letnim prawiczku, Superherosie i Mów mi Dave.
W 2004 był nominowany do nagrody Teen Choice Awards za rolę w filmie The Big House. W 2005 zdobył nominację do nagrody Platinum Mic Viewers Choice Award.
Obecnie Hart jest czołowym przedstawicielem klubowych kabareciarzy w Stanach Zjednoczonych. Pomimo odniesionych sukcesów, wciąż pracuje nad warsztatem aktorskim i pisarskim. W komedii sportowej Petera Segala Legendy ringu (Grudge Match, 2013) wystąpił jako Dante Slate Jr. u boku Roberta De Niro, Sylvestra Stallone i Kim Basinger.

### Życie prywatne
W czerwcu 2001 związał się z Torrie Hart. Pobrali się 22 maja 2003. Mają córkę Heaven Lee (ur. 2005) i syna Hendriksa Harta (ur. 8 października 2007). Jednak 13 listopada 2011 doszło do rozwodu. W sierpniu 2009 poznał modelkę Eniko Parrish, z którą się zaręczył 18 sierpnia 2014, a następnie ożenił 13 sierpnia 2016. Mają syna Kenzo Kasha (ur. 21 listopada 2017).

## Filmografia

### Filmy fabularne
- 2003: Straszny film 3 (Scary Movie 3) jako C.J.
- 2004: Soul Plane: Wysokie loty (Soul Plane) jako Nashawn Wade
- 2004: Nadchodzi Polly (Along Came Polly) jako Vic
- 2005: 40-letni prawiczek (The 40-Year-Old Virgin) jako klient Smart Tech
- 2005: W Wirze (In the Mix) jako Busta
- 2006: Straszny film 4 (Scary Movie 4) jako C.J.
- 2006: The Last Stand jako F Stop / G Spot
- 2007: Wielkie kino (Epic Movie) jako Silas
- 2008: Mów mi Dave (Meet Dave) jako Numer 17
- 2008: Superhero (Superhero Movie) jako Trey
- 2008: Drillbit Taylor: Ochroniarz amator jako Pawn Shop Dealer
- 2008: Nie wszystko złoto, co się świeci (Fool’s Gold) jako Bigg Bunny
- 2010: Zgon na pogrzebie (Death at a Funeral) jako Brian
- 2010: Poznaj naszą rodzinkę (Little Fockers) jako pielęgniarz Louis
- 2012: Myśl jak facet (Think Like a Man) jako Cedric
- 2012: Jeszcze dłuższe zaręczyny (The Five-Year Engagement) jako Doug
- 2013: To już jest koniec jako Kevin Hart
- 2013: Legendy ringu (Grudge Match) jako Dante Slate Jr.
- 2014: Prawdziwa jazda (Ride Along) jako Ben Barber
- 2015: Cienki Bolek (Get Hard) jako Darnell Lewis
- 2016: Sekretne życie zwierzaków domowych jako Snowball (głos)
- 2016: Prawdziwa jazda 2 (Ride Along 2) jako Ben Barber
- 2016: Agent i pół (Central Intelligence) jako Calvin Joyner
- 2017: Kapitan Majtas: Pierwszy wielki film jako George Beard (głos)
- 2017: Jumanji: Przygoda w dżungli (Jumanji: Welcome to the Jungle) jako Franklin „Mouse” Finbar
- 2019: Szybcy i wściekli: Hobbs i Shaw jako marszałek lotnictwa Dinkley
- 2019: Jumanji: Następny poziom (Jumanji: The Next Level) jako Franklin „Mouse” Finbar

### Seriale TV
- 2002–2003: Studenciaki (Undeclared) jako Luke
- 2006: Miłość z o.o. (Love, Inc.) jako James
- 2006: Terapia grupowa (Help Me Help You) jako Kevin
- 2009: Melanż z muchą (Party Down) jako Dro Grizzle
- 2009: Krod Mandoon i Gorejąca Klinga Ognia jako Zezelryck
- 2011–2012: Współczesna rodzina (Modern Family) jako Andre
- 2012: MTV Video Music Awards 2012 jako gospodarz
- 2013–2017: Saturday Night Live jako gospodarz
- 2020: Pułapki umysłu w roli samego siebie